# Ferdinand Kettler
Ferdinand Kettler, född 1655 i Mitau (nuv. Jelgava i Lettland), död 4 maj 1737 i Danzig (Gdańsk), var regerande hertig av Kurland och Semgallen från 1730 till 1737. 

## Biografi
Ferdinand Kettler var fjärde son till hertig Jakob Kettler med hustrun Louise Charlotte av Brandenburg (1617–1676). Han gifte sig 1730 med Johanna Magdalena av Sachsen-Weissenfels (1708–1760), dotter till hertig Johan Georg av Sachsen-Weissenfels. Hertigen var då 74 år gammal och bruden 22 år, och äktenskapet blev barnlöst.
Ferdinand Kettler deltog i stora nordiska kriget som generallöjtnant i Polens armé, men begav sig år 1700 under press från de framryckande svenska trupperna till Danzig, där han tog sitt residens. Eftersom han inte längre bodde på hertigdömet Kurland och Semgallens territorium, erkändes han inte som hertig av det kurländska ridderskapet efter brorsonen Fredrik Wilhelm Kettlers död, trots att han fungerat som rådgivare åt brorsonen. Då Ferdinand var den siste manlige medlemmen av Kettlerdynastin, försökte olika regionala stormakter påverka arvsföljden. Bland kandidaterna nämndes furst Mensjikov och greve Moritz av Sachsen, den sachsisk-polske kungen August den starkes son. Men Ryssland ville inte förlora sitt inflytande och ockuperade västra Kurland för att fördriva Moritz, vilket också lyckades. Ferdinand Kettler förblev titulär hertig från sin exil i Danzig, medan prinsessan Anna Ivanovna av Ryssland, brorsonen Fredrik Wilhelms änka, regerade Kurland som änkehertiginna. 1730 blev Anna Ivanovna kejsarinna av Ryssland, varpå Ferdinand regerade Kurland ur sin exil fram till sin död 1737. Efter Ferdinands död genomdrev Anna att hennes favorit Ernst Johann von Biron utsågs till ny hertig av Kurland.